# Біфіліди
Біфіліди (Biphyllidae) — родина жуків інфраряду кукуйформні.

## Опис
Жуки довжиною близько 1,4—8,5 мм.
всесвітньо поширені . Живуть під корою мертвих дерев і харчуются грибами.

## Палеонтологія
Викопні представники родини були знайдені у Таймирському бурштин верхнього крейдяного періоду.

## Класифікація
Близько 200 видів. Родину Biphyllidae було виділено 1861 року американським ентомологом Джоном Леконтом. На теренах Росії зареєстровано 7 (або 8) видів з 2 родів.
- Рід Althaesia Pascoe, 1860
- Рід Anchorius Casey, 1900
- Рід Anobocoelus Sharp, 1900
- Рід Biphyllus Dejean, 1821
  - Biphyllus lunatus (Fabricius, 1792)
- Рід Diplocoelus Guérin-Ménéville, 1844
- Рід Euderopus Sharp, 1900
- Рід Eurhanius Reitter, 1877
- Рід Gonicoelus Sharp, 1900